# Tutanhamon trónszéke

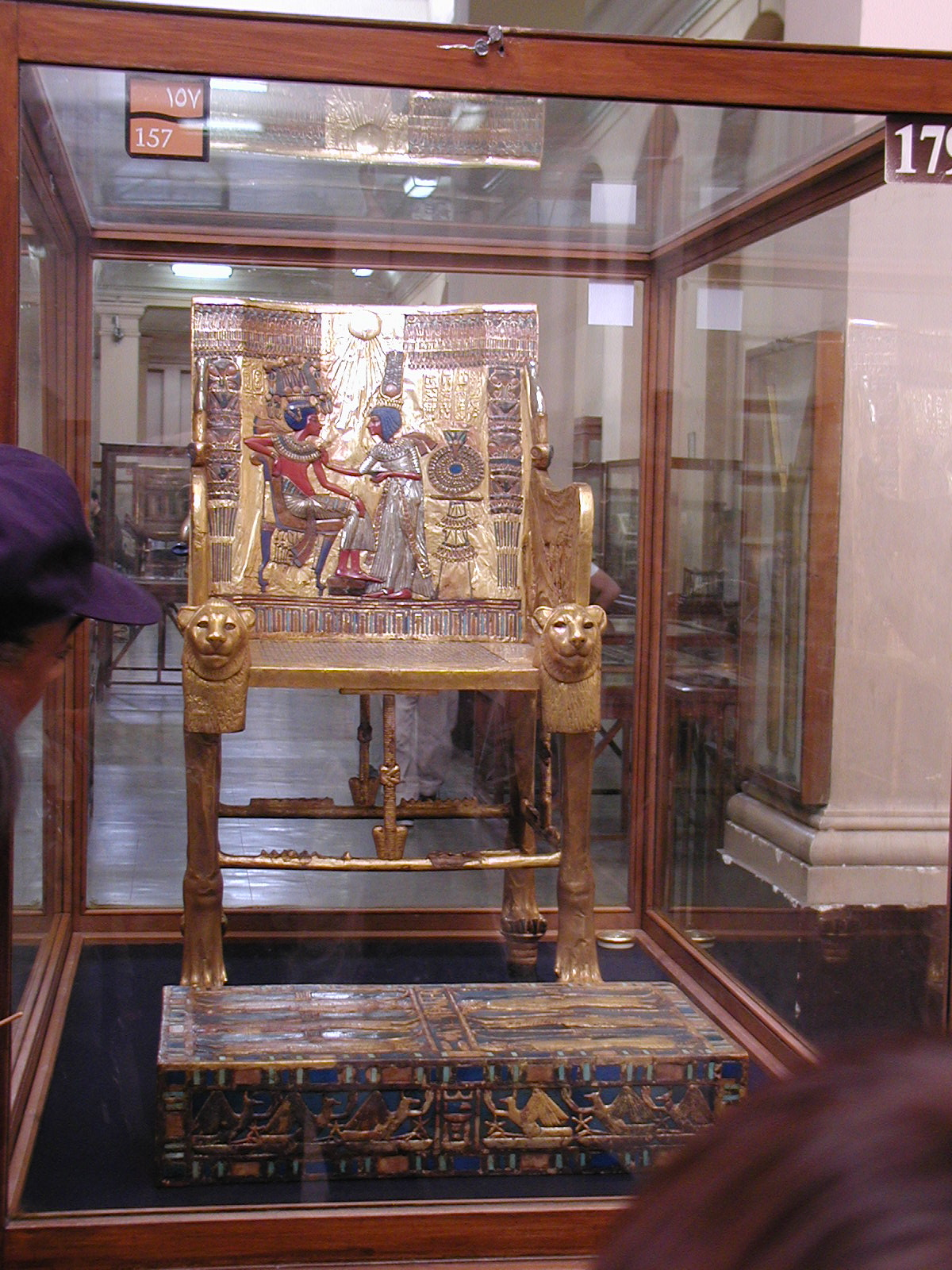
A trón és hozzá tartozó a lábtámasz az Egyiptomi Múzeumban

Tutanhamon fáraó aranyozott trónszéke az ókori egyiptomi iparművészet egyik legszebb és legismertebb darabja. Stílusában erőteljes Amarna-hatást mutat. 1922-ben, a Howard Carter vezette feltárás során találtak rá a fáraó sírjában, a Királyok völgye 62-ben.
Megtalálásakor a trón (Carter No. 091) a sír előterének nyugati oldalán állt, a Taweret istennő fejével díszített ágy (Carter No. 137) fej felőli része alatt, hátrafelé dőlve. A hozzá tartozó zsámolyt az ülőlapjára helyezve találták, mintha valaki félrerakta volna az útból. Felfedezésekor a trón háttámláját kb. 3 cm széles, duplán hajtott vászoncsíkok borították, feltehetőleg szállítás közben védték ezzel.
A régészek kisebb helyreállítási munkálatokat végeztek rajta, a port eltávolították, a meglazult berakásokat és aranylemezeket rögzítették, az ülőlap alján meglazult gesszót olvasztott paraffinnal kezelték.
Jelenleg a kairói Egyiptomi Múzeumban tekinthető meg, leltári száma JE 62028.

## Leírása
A trón aranylemezekkel bevont fából készült, fajansz, üveg és áttetsző kalcit berakásával díszítették. A háttámláját díszítő, Amarna-stílusú jelenet aranyból, ezüstből, színes üvegpaszta-, mázas terrakotta- és alabástromberakásokkal készült.
Méretei:
- Legnagyobb magassága: 104 cm
- Legnagyobb szélessége: 53 cm
- Legnagyobb hossza: 64,5 cm
- Ülőlap magassága a földtől: 51,7 cm

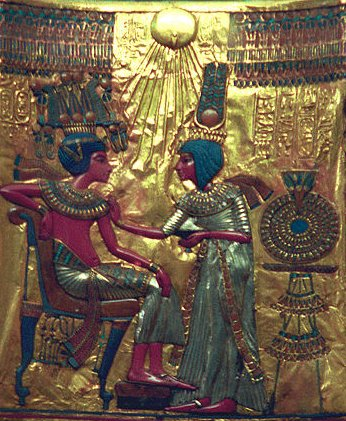
A háttámlán látható jelenet részlete

A háttámla eleje Tutanhamont és feleségét, Anheszenamont ábrázolja; a királyné olajjal keni be férje testét. Ruhájuk ezüstből, testük, parókájuk és koronájuk színes üvegberakással készült. Megfigyelhető a korabeli előkelőek ruhaviselete, a díszes nyakék és övek, a redőzött, áttetsző ruhák. Anheszenamon mögött az asztalkán díszes nyakék látható. Amarna-hatást mutat testtartásuk könnyedsége, a jelenet bensőséges hangulata, valamint hogy fölöttük az ankhot tartó kezekkel ellátott napkorong, Aton napisten szokásos ábrázolása látható. Kétoldalt virágfüzérekkel díszített oszlopok keretezik a jelenetet.
A királyi pár neve eredetileg a régi, Atonra utaló formában – Tutanhaton és Anheszenpaaton – szerepelt a feliraton, később lett átjavítva. Aton neve mellett kétoldalt teljes titulatúrája szerepel kártusban, Tutanhamon mögött Felső- és Alsó-egyiptom királya, Nebheperuré, Ré fia, Tutanhamon; Anheszenamon mögött az örökös hercegnő, a nagy kegyben álló, édes szeretetű, Felső- és Alsó-Egyiptom asszonya, a Két Föld úrnője, Anheszenamon, örökké éljen felirat.
A támla hátulján négy ureuszkígyó ágaskodik, mindegyik egy darab fából lett kifaragva, fejükön napkorong. Mögöttük papiruszbozót és vízimadarak képei láthatóak. Itt is olvasható kétoldalt a fáraó és a királyné neve és címei, de a kártusban itt meghagyták az eredeti Tutanhaton és Anheszenpaaton alakot. Hátul a jobb oldali lábnál két helyen is lejött az aranyozás még az ókorban, ezeket fekete tintával megjelölték, mellette pirossal hieratikus feljegyzés látható.
A trónszék karfáit szárnyas kígyó alakúra formálták, mely a király neveit védi. Lábai állatláb formájúak, bronzzal borítva, elöl két oroszlánfej díszíti őket. Lent valószínűleg egybefonódó papirusz és lótusz volt látható, Alsó- és Felső-Egyiptom szimbolikus növényei, melyek egybefonódása a két ország egyesítését jelképezte. Ezeket a sírrablók törhették le, hasonló arany- és fémdarabok előkerültek az elejtett darabok közül a sír előteréből.
Nádból font ülőkéjének díszítése csak helyenként maradt meg, kétoldalt eredetileg egymásba fonódó liliom és papirusznád jelképezte a Két Ország egyesítését.
A trónszékhez tartozó lábtámasz fából készült, hossza 63,5 cm, szélessége 37 cm, magassága 13 cm. Rajta Egyiptom északi és déli ellenségeinek legyőzött alakjai láthatóak. Hasonló díszítés tipikus volt zsámolyokon, de padlón is előfordult; a fáraó minden alkalommal, amikor rálépett, szimbolikusan eltiporta az ország ellenségeit. Jobboldalt három afrikai fogoly és három íj, baloldalt három ázsiai fogoly és szintén három íj látható rajta. Anyaga fa, kék fajansz és sárga kőberakás díszíti. Megtalálásakor egy pár kesztyű hevert rajta.